# Privatização no Brasil

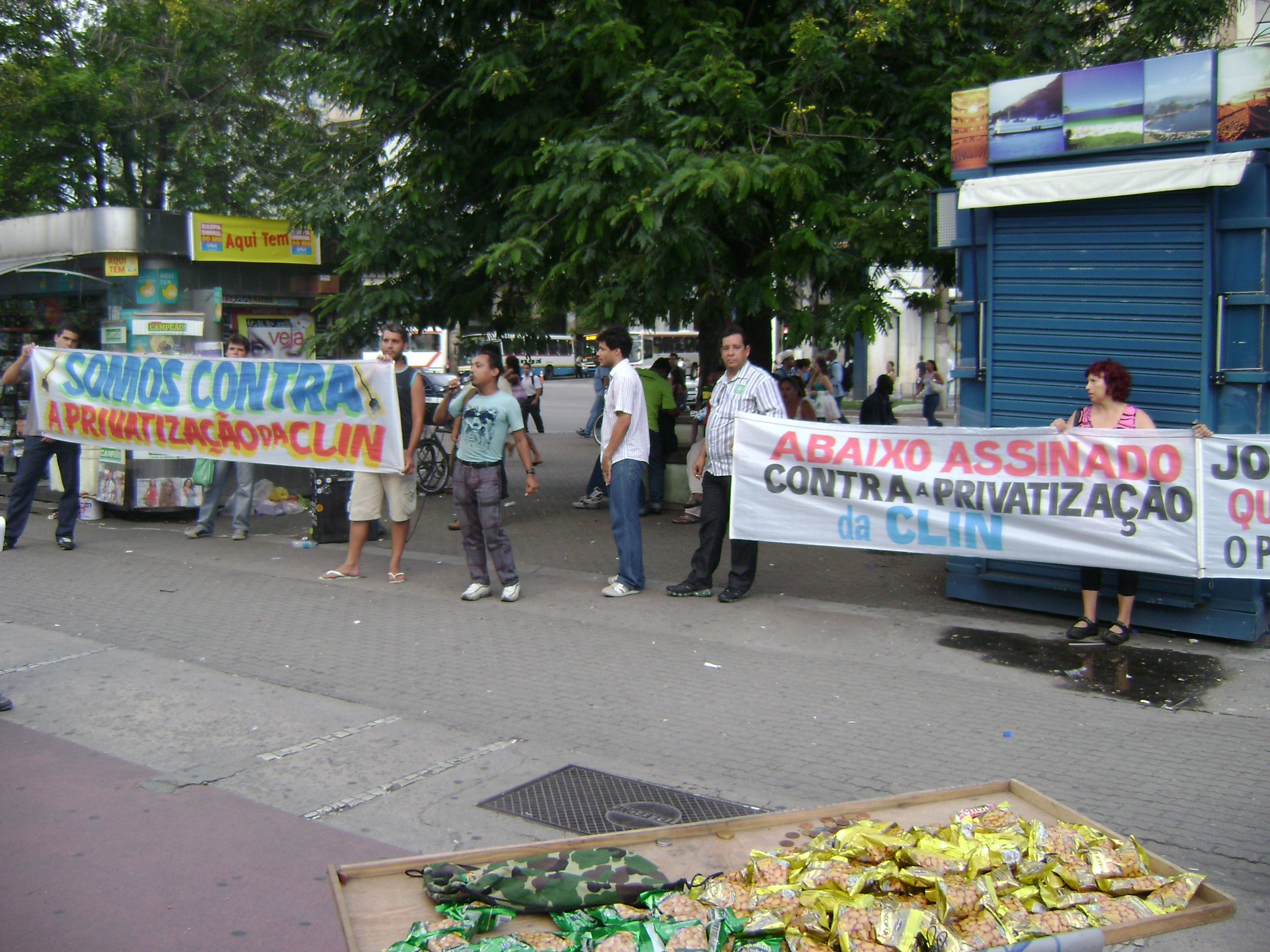
Manifesto contra a privatização da CLIN, Companhia de Limpeza Urbana de Niterói.

Privatização no Brasil é o processo de venda de empresas públicas ou de transferência do controle acionário de sociedades de economia mista para investidores e corporações nacionais ou multinacionais privadas, que ocorreu ao longo de várias administrações do país a partir dos anos 1990.

## Participação do Estado na economia
O processo de privatização no Brasil representou uma mudança radical do papel, até então preponderante, reservado ao Estado na atividade econômica. Desde o primeiro governo de Getúlio Vargas (1930-1945), quando se implantou uma vigorosa política de substituição das importações, ficou assentado que os grandes empreendimentos, de interesse estratégico para o desenvolvimento do país, deveriam ficar sob tutela estatal. Criaram-se então, a Companhia Siderúrgica Nacional (1940), a Companhia Vale do Rio Doce (1942), e a Companhia Hidro Elétrica do São Francisco (1945). No seu segundo governo (1951-1954), foi fundada a Petrobrás - Petróleo Brasileiro S/A (1953).
Já então a atividade bancária estava há muito tempo fortemente ancorada no Banco do Brasil e na Caixa Econômica Federal, estabelecimentos oficiais de crédito, que atuavam ao lado de outras poucas instituições financeiras, a maioria em mãos do capital estrangeiro, à exceção de pequenas instituições de alcance regional.
Coube ainda a Getúlio idealizar e fundar, em 1952, um banco de fomento, nos moldes do Eximbank dos Estados Unidos: o Banco Nacional de Desenvolvimento Econômico, hoje com a denominação de Banco Nacional de Desenvolvimento Econômico e Social – BNDES, com capital integralmente subscrito pela União.
Criado com a finalidade de financiar empreendimentos privados, o BNDES permitiu o avanço industrial do Brasil, com a implantação, em especial, da indústria automobilística, já no governo de Juscelino Kubitschek. No entanto, sua atuação foi desvirtuada, pois acabou por se transformar em uma instituição que, a pretexto de socorrer empresas privadas em dificuldade, estatizou diversas delas, a ponto de ser chamado pejorativamente de hospital de empresas falidas.
Foi durante o regime militar (1964-1985) que a estatização da economia experimentou seu maior incremento, com a criação pelos governos federal e estaduais de um grande número de empresas estatais, que, por sua vez, criavam subsidiárias. Isso tornava difícil até quantificar seu número exato, sendo certo que se aproximavam de 500. Tais empresas atuavam em setores estratégicos, mas também em áreas de menor importância como hotelaria e supermercados. Chegou-se ao extremo de se criar uma empresa estatal para realizar apenas uma obra: a construção da Ponte Rio-Niterói. O grande objetivo que circundava as criações de estatais pelos militares era o de aumentar o nacionalismo no país.
Coincidência ou não, foi também durante o regime militar que o Brasil experimentou seus mais altos níveis de crescimento econômico, - que chegaram a atingir mais de 13% em um único ano, quando Delfim Netto ocupava o cargo de Ministro da Fazenda.
Apesar disso, a inflação média no período era elevada, ficando entre 15% e 20% ao ano, e a dívida externa cresceu consideravelmente. O desenvolvimento econômico foi bancado, principalmente, com empréstimos no exterior. Esta dívida prejudicou o desenvolvimento do Brasil nos anos futuros, pois criou uma dependência com relação aos credores e ao FMI (Fundo Monetário Internacional), além de comprometer uma significativa fatia do orçamento para pagamento de juros da dívida.
A desigualdade social aumentou no período. Em contrapartida, a qualidade de vida de todas as faixas da população melhoraram.

## Medidas uniformizadoras
As empresas estatais eram submetidas à supervisão de diversos ministérios, cada qual impondo suas próprias regras de administração. Critérios técnicos não raro eram preteridos por razões de conveniência política. Por exemplo, aumentos de capital eram decididos sem a prévia definição de recursos orçamentários para esse fim, revelando nenhuma preocupação com relação a seus reflexos sobre o gasto público em geral.
Para impor alguma uniformidade à gestão empresarial, decidiu-se concentrar seu controle na área econômica do Governo, por meio de órgãos subordinados à então Secretaria de Planejamento da Presidência da República e ao Ministério da Fazenda.
Assim, foi criada a Secretaria de Controle de Empresas Estatais – SEST (1979), voltada para a eficiência da gestão, e, em 1980, atribuiu-se à Procuradoria-Geral da Fazenda Nacional a competência para representar a União na assembleia geral das empresas estatais. Em 1986, já no Governo de José Sarney, foi criada a Secretaria do Tesouro Nacional, com a atribuição, entre outras, de administrar os ativos da União junto às empresas estatais. Mas como a supervisão ministerial foi mantida, essas medidas tiveram eficácia relativa.
Cabia à SEST recomendar a privatização de empresas, mas nada de significativo foi feito na década de 1980, salvo a devolução à iniciativa privada de empresas em dificuldades econômicas absorvidas pelo Estado.

## História

### Privatizações do governo José Sarney
José Sarney e seu governo (1985-1990) apresentaram uma tentativa de estruturar um processo de privatização de estatais – ideia encampada pela primeira vez no Brasil por seu antecessor. No entanto, esse processo avançou à época timidamente: foram privatizadas 18 estatais avaliadas em US$ 533 milhões, outras 18 estatais foram transferidas para governos estaduais, 2 estatais foram incorporadas por instituições financeiras e 4 fechadas. As maiores estatais privatizadas no período foram a Riocel e a Aracruz Celulose, ambas na área de celulose; a Sibra (maior empresa produtora de ferro-liga à época), a Caraíbas Metais (metalúrgica de cobre), a Companhia Brasileira de Cobre - CBC, dentre outras. A Portobrás foi extinta em 1990.

### Privatizações do governo Collor
Fernando Collor (1990-1992) prosseguiu com as privatizações como parte de seu programa econômico, ao instituir o PND – Programa Nacional de Desestatização pela Lei n.º 8.031, de 1990. De acordo com Carvalho (2012), citado por Vaia (2015), "O plano de privatizações consistia em ampliar a receita e cortar os gastos com empresas deficitárias". Continua o autor, quanto à justificação oficial do Programa, no seguinte sentido:
Uma propaganda do governo federal associava o Estado brasileiro a um paquiderme, lento, grande, e desengonçado. As privatizações faziam parte da reforma do Estado, mas em capítulo próprio. Motivadas pela convicção ideológica da necessidade de diminuir o papel do poder público como interventor, tinham ainda o objetivo de oferecer condições atraentes para os capitais externos, na tentativa de fomentar um novo ciclo de investimentos de multinacionais no país. Havia, assim, um duplo significado para o plano de privatização: a diminuição do tamanho e das atribuições do Estado e a abertura econômica do país para o mundo.
No entanto, das 68 empresas incluídas no programa, apenas 18 foram efetivamente privatizadas, pois Fernando Collor teve sua ação obstaculizada com os problemas surgidos na privatização da Viação Aérea São Paulo – VASP. O Plano Collor, elaborado pela ministra Zélia Cardoso de Mello, implementou um modelo neoliberal de abertura às importações, privatização, modernização industrial e tecnológica. A política econômica implementada por Zélia desencadeou um dos maiores programas de privatização do mundo.
A privatização das empresas siderúrgicas começou com a extinção da empresa holding Siderurgia Brasileira S.A. – SIDERBRAS, após absorver os passivos das empresas subsidiárias. A primeira estatal privatizada, no dia 24 de outubro de 1991, foi a USIMINAS, siderúrgica mineira localizada no município de Ipatinga, fato que gerou grande polêmica na época pois, das empresas estatais, ela era uma das mais lucrativas. O grande beneficiário no processo de privatização de siderúrgicas foi o Grupo Gerdau, que adquiriu a maior parte das empresas siderúrgicas.
Com a destituição de Fernando Collor e a posse de seu vice-presidente Itamar Franco (1992-1995) – o qual também sempre foi a favor das privatizações, apesar de que em menor grau –, o processo também não foi adiante.

### Privatizações do governo Itamar Franco
O programa de privatizações executado durante o governo Itamar Franco (1992-1995) abrangeu a Companhia Siderúrgica Nacional (CSN) – a qual foi um marco pioneiro da presença do Estado na economia, e a qual foi adquirida pelo grupo liderado pelo empresário paulistano Benjamin Steinbruch (o qual mais tarde adquiriria a Companhia Vale do Rio Doce) –, a Aço Minas Gerais (Açominas), a Companhia Siderúrgica Paulista (Cosipa), a Embraer bem como subsidiárias da Petrobras.

### Privatizações do governo Fernando Henrique Cardoso
Com a criação do Conselho Nacional de Desestatização, pela Lei n.º 9.491, Fernando Henrique Cardoso (1995-2002), ao adotar algumas recomendações então em vigor do Consenso de Washington e do FMI deixou claro seu propósito de implementar um amplo programa de privatizações. Ao mesmo tempo, fez bem sucedidas gestões na área política e financeira para enquadrar os estados no programa, condicionando as transferências de recursos financeiros da União para os estados à submissão dos governadores às políticas recomendadas pelo FMI.
Continuado no governo Fernando Henrique, o processo de privatização ocorreu em vários setores da economia: a Companhia Vale do Rio Doce, empresa de minério de ferro e pelotas, a Telebrás, monopólio estatal de telecomunicações e energia, com a Light e a Gerasul.
Enquanto a quase totalidade dos defensores do keynesianismo apoiavam a concepção do projeto de desestatização, vários economistas de outras escolas de pensamento econômico, vários partidos de oposição, sindicatos trabalhistas e suas respectivas centrais sindicais, bem como muitos juristas e outros setores representativos da sociedade civil manifestaram-se contrários ao processo de privatização tal como fora anunciado; tentaram, sem sucesso, inviabilizá-lo por meio de manifestações e medidas judiciais. Os leilões de privatização, que foram públicos, se realizaram na Bolsa de Valores do Rio de Janeiro e foram objeto de violentos protestos de militantes esquerdistas.
Críticas partiram também de vários economistas e do meio acadêmico que, embora estivessem de acordo com a filosofia do programa, viam nele duas grandes falhas. A primeira era a possibilidade de os eventuais compradores poderem efetuar parte do pagamento com as chamadas "moedas podres", títulos da dívida pública emitidos pelos sucessivos governos com o objetivo de resolver crises financeiras e que, ao se tornarem inegociáveis, pressionavam o déficit público. Criticava-se não só a possibilidade de esses títulos serem aceitos, mas que o fossem pelo seu valor de face, quando seu valor de mercado era nulo ou quase nulo, isso deu um "windfall gain" (ganho inesperado) considerável a seus detentores.
A segunda falha, na visão dos críticos, era permitir, tal como no caso da Eletropaulo acima citado e detalhado em seção adiante, que o BNDES financiasse parte do preço de compra. Ou seja, existia o temor que tais recursos fossem indevidamente utilizados para privilegiar grupos privados específicos. O acesso ao crédito seria assegurado inclusive aos compradores estrangeiros, que apesar de ser permitido pela lei, estaria teoricamente em desacordo com a tradição seguida, até então, pelo banco nacional de fomento.
O resultado final das privatizações revelou um aspecto peculiar do programa brasileiro: algumas aquisições somente foram feitas porque contaram com a participação financeira dos fundos de pensão das próprias empresas estatais (como no caso da Vale) ou da participação de empresas estatais de países europeus. O controle acionário da Light Rio, por exemplo foi adquirido pela estatal de energia elétrica da França.
Ao longo dos oito anos de mandato de Fernando Henrique Cardoso, as privatizações lograram atingir a receita total de 78,61 bilhões de dólares, sendo 95% em moeda corrente (nessa percentagem estão incluídos os financiamentos concedidos pelo BNDES), e com grande participação dos investidores estrangeiros, que contribuíram com 53% do total arrecadado. Deste total, 22,23 bilhões de dólares referem-se à privatização do setor elétrico e, 29,81 bilhões de dólares à do setor de telecomunicações.

### Privatizações e concessões do governo Lula e Dilma
O governo Lula foi responsável pela concessão de cerca de 2,6 mil quilômetros de rodovias federais, leiloadas em 9 de outubro de 2007. O grande vencedor do leilão da concessão para explorar, por 25 anos, os pedágios nas rodovias foi o grupo espanhol OHL.
As estradas concessionadas  e os respectivos concessionários são:
- BR-381 Belo Horizonte (MG) – São Paulo (SP) - grupo OHL
- BR-393 Divisa (MG-RJ) – Via Dutra (RJ) - Acciona
- BR-101 Ponte Rio–Niterói (RJ) – (ES) - grupo OHL
- BR-153 Divisa (MG-SP) – Divisa (SP-PR) - BR VIAS
- BR-116 São Paulo (SP) – Curitiba (PR) - grupo OHL
- BR-116 Curitiba (PR) – Divisa (SC-RS) - grupo OHL
- BR-116/376/PR-101/SC Curitiba (PR) – Florianópolis (SC) - grupo OHL

Na recente concessão de rodovias federais, em que foi adotado o  procedimento de decisão social na elaboração do edital licitatório, as empresas que se saíram vitoriosas na licitação ofereceram-se para administrar as estradas por um pedágio médio de R$0,02 por quilômetro, o que representa um custo médio seis vezes inferior ao custo médio cobrado no pedágio das rodovias  Anhanguera e Imigrantes, privatizadas na década anterior, quando ainda prevaleciam outros critérios. O emprego desses novos critérios licitatórios, que adotaram a teoria do desenho de mecanismos, resultaram, de acordo com o governo, numa eficiência superior à obtida apenas pelo critérios anteriores. Recentes matérias em jornais levantaram, entretanto, que os contratos realizados nas concessões em 2007 não têm sido cumpridos e que as estradas encontravam-se em 2010 com obras atrasadas e trechos em péssimas condições. Houve também a concessão por 30 anos de 720 quilômetros da Ferrovia Norte-Sul para a Vale do Rio Doce pelo valor de R$1,4 bilhão. Ainda durante todo o período do governo do PT, não se privatizou muitas empresas em níveis comparáveis aos do governo FHC, entretanto houve o maior pacote de concessões em rodovias e ferrovias já feito no país, principalmente no caso do governo Dilma.
Outras concessões feitas no governo Lula referem-se a:
- Hidrelétrica Santo Antônio;
- Usina Hidrelétrica de Jirau;
- Linha de transmissão Porto Velho (RO) – Araraquara (SP)

Ainda no governo Lula, foram privatizados o Banco do Estado do Ceará e do Banco do Estado do Maranhão; devido ao adiamento do leilão do dia 3 de outubro 2002.
No governo Lula, ocorreu a aprovação da lei 10.848, de 2004, pela qual foram introduzidos leilões de energia nova, permitindo a expansão do parque de geração e transmissão por meio de investimentos privados.
No governo Dilma, foram concedidos os aeroportosː Aeroporto Internacional de Natal, Aeroporto Internacional de Brasília, Aeroporto Internacional de Campinas, Aeroporto Internacional de São Paulo-Guarulhos, Aeroporto Internacional do Rio de Janeiro-Galeão e Aeroporto Internacional de Belo Horizonte-Confins. As concessões envolveram 46 bilhões de reais em outorgas. Em 2013, foi leiloado o Campo de Libra na camada do pré-sal por R$ 15 bilhões.

### Privatizações do governo Michel Temer
No segundo semestre de 2016, o presidente Michel Temer e seu governo anunciam um novo plano de privatizações a serem feitas ao longo de 2017 e 2018 que incluem obras e agências reguladoras bem como recursos naturais.
Dos 193 projetos apresentados pelo governo, 124 foram concluídos (64% do total). Os leilões renderam R$ 46,4 bilhões em outorgas e os investimentos previstos ao longo das concessões, que podem chegar a 30 anos, somaram R$ 253,3 bilhões. A maior parte das concessões ficou concentrada no setor de energia, com 94 dos projetos concedidos, em especial nas linhas de transmissão. No setor de transportes, foram concedidos quatro aeroportos e uma rodovia.

### Privatizações do governo Jair Bolsonaro
Ainda no início de 2018, com o anúncio de Paulo Guedes como provável ministro da economia em caso de eleição do então candidato Jair Bolsonaro, subiram as expectativas para a chegada de uma onda liberal num possível governo Bolsonaro. Em janeiro de 2019 no Fórum Econômico Mundial, Paulo Guedes, anunciou que sua meta para 2019 era US$ 20 bilhões até setembro. Em setembro deste mesmo ano, o secretário de desestatização, Salim Mattar, anunciou que a meta do ministro Paulo Guedes foi atingida e que a arrecadação com as desestatizações atingiu US$ 23,5 bilhões.
Em agosto de 2019, o governo Bolsonaro anunciou a inclusão de mais 9 empresas ao programa de privatizações, somando 17 empresas a ser privatizadas. Na lista estão as empresas: Correios, Eletrobras, Telebras, Casa da Moeda, EBC, Lotex, Codesp, Emgea, ABGF, Serpro, Dataprev, CBTU, Trensurb, Ceagesp, Ceasaminas, Codesa, Ceitec.
O programa de desestatização do ministro Guedes incluiu a concessão de diversos ativos do governo, dos quais já foram concedidos 12 aeroportos, parte da ferrovia Norte-Sul, terminais da Codesp (Companhia Docas do Estado de São Paulo) e da Appa (Administração dos Portos de Paranaguá e Antonina).
No ano de 2019, a Petrobras ainda arrecadou cerca de R$ 11,9 bilhões com a venda de ativos naturais, ou seja, cinco campos de exploração de petróleo.
No dia 10 de outubro de 2019, a ANP realizou um mega leilão do petróleo, foram a leilão 36 blocos exploratórios de petróleo, dos quais 12 foram arrematados, no total foram arrecadados R$ 8,915 bilhões. Esse foi o maior montante arrecadado nas rodadas de concessões do governo Bolsonaro, a verba vai para o Tesouro Nacional.
No dia 24 de Setembro de 2021, a ANATEL, divulgou a aprovação do edital para o leilão da tecnologia, ficando marcado para o dia 4 de novembro, com isso a entidade estipulou que até julho de 2022, todas as capitais e o distrito federal, já receberiam o sinal, inicialmente. Também foi divulgado que o leilão não teria fins arrecadatórios, e os valores resultantes da operação, seriam reinvestidos em obras de modernização da infraestrutura no setor das telecomunicações.
No dia 4 de novembro de 2021, foi realizado o leilão da tecnologia 5G, no qual foram arrecadados R$ 46,8 bilhões, dos quais R$ 39,4 bilhões são para investimentos e R$ 7,4 bilhões para o Tesouro Nacional por meio de outorgas.
Durante a gestão de Bolsonaro, foram arrecadados R$ 304,2 bilhões com privatizações e desinvestimentos de estatais. Entre as principais vendas estãoː Eletrobras por 33,7 bilhões; TAG (Transportadora Associada de Gás), por R$ 33,5 bilhões, NTS (Nova Transportadora do Sudeste), por R$ 21 bilhões, BR Distribuidora, R$ 21 bilhões, Liquigás por R$ 4 bilhões, Refinaria Landulpho Alves, por R$ 8,9 bilhões, todas subsidiárias da Petrobrás;  a venda de ações da Vale (R$ 24,5 bilhões, detidas pelo BNDESPar), da Petrobrás (R$ 31,5 bilhões, detidas pelo BNDESPar e CaixaPar), do IRB (R$ 9,9 bilhões, detidas pelo BNDESPar, BB e CaixaPar) e da Fibria (R$ 9,1 bilhões, detidas pelo BNDESPar); venda de debêntures da Vale (R$ 11,5 bilhões, detidas pelo BNDESPar); campo Tartaruga Verde (BM-C-36) e o Módulo III do campo Espadarte da Petrobras (R$ 11,3 bilhões); Companhia Docas do Espírito Santo, por R$ 106 milhões.

## Programa Nacional de Desestatização
Depois da “Década Perdida”, nos anos de 1981 a 1990, Fernando Color de Mello iniciou seu governo. Mesmo ao final da desregulamentação do governo Sarney, a privatização e a liberalização do comércio haviam penetrado apenas de forma tênue no debate entre tecnocratas e área de navegação. Ao final do governo Sarney, em março de 1989, tinham sido encerrados 17 processos de desestatização. Dos 17 processos, 11 foram de empresas controladas pela BNDESPAR, subsidiária integral do BNDES, e dois, relativos às vendas da Siderbrás, conduzidos pela própria BNDESPAR, na qualidade de agente de privatização dessa holding. Do total de recursos arrecadados, cerca de 98% foram obtidos, direta ou indiretamente, por meio da ação do Sistema BNDES.
Collor anunciou o “Plano Brasil Novo” e outras medidas, instituiu a Medida Provisória 155/90, que foi convertida na Lei 8.031/90, implementando e efetivando o Programa Nacional de Desestatização (PND), seu objetivo foi a transferência de atividades exercidas pelo setor público ao setor privado.
Nos processos de privatização, o BNDES escolhia uma firma para avaliar a empresa e a recomendar um preço mínimo de venda e uma outra indicava investidores e a forma de venda e operacionalizava parte do processo de privatização. Durante o Governo Collor (1990 a 1992) foram incluídas 68 empresas no PND, sendo que somente 18 foram desestatizadas.

## Casos específicos

### Eletropaulo
Um caso controverso onde especula-se a falta de lisura dos leilões de privatização por parte dos críticos, foi o da Eletropaulo. A licitante - a AES americana - que estava em situação pré-falimentar no seu país de origem, obteve a liberação de um financiamento do BNDES no valor de 100% da aquisição. Como a empresa privada americana AES, que adquiriu o controle da Eletropaulo, falhou em honrar o financiamento, situação que era mundial, visto que sua subsidiaria no Reino Unido passava por um problema similar, o BNDES viu-se obrigado, pela legislação bancária vigente, a lançar em "provisão para devedores duvidosos" (prejuízo), no primeiro trimestre de 2003, a importância correspondente a 100% do valor que havia emprestado à AES. Isso gerou um prejuízo recorde de R$ 2,4 bilhões ao BNDES naquele trimestre. Desta forma, como descrito por Stiglitz, um crítico das políticas do FMI para os países em desenvolvimento, operaram a "transferência dos recursos públicos para a propriedade privada de grupos privilegiados sob um aparente manto de legalidade". Com isso, argumenta-se que o Poder Público recebeu efetivamente nada pela venda da Eletropaulo, já que o BNDES fornecera todo o aporte necessário para a aquisição da antiga estatal.
Numa segunda etapa, para tentar minorar as perdas sofridas pelo banco público, seu presidente Carlos Lessa conseguiu obter, após 11 meses de negociações, um acordo no qual o BNDES recebeu como dação em pagamento pela dívida da AES "50% menos uma das ações da Eletropaulo" e mais "debentures conversíveis em ações emitidas pela AES, pagáveis em nove anos". Uma ação criminal foi proposta pelo Ministério Público contra os então administradores do BNDES responsáveis pela operação, tendo sido a denúncia aceita pelo Poder Judiciário. Em 2010, o TRF2 trancou parcialmente a ação penal contra os administradores por falhas no conjunto de provas apresentados na denúncia, citando falta de "situação de perigo", exigida para que fique caracterizada a gestão temerária, além de um relatório técnico do TCU a favor dos acusados.

### CESP
O governo de São Paulo promoveu a privatização da CESP, dividida em várias empresas. Em 5 de novembro de 1997, foram vendidas 60,7 % das ações ordinárias da Companhia Paulista de Força e Luz (CPFL), controlada pela CESP desde 1975.
Em 1 de junho de 1998 foi criada a Elektro - Eletricidade e Serviços, subsidiária da CESP. Reunia a distribuição de energia elétrica, com um milhão de clientes distribuídos por duzentos e vinte oito municípios nos estados de São Paulo e Mato Grosso do Sul. Sua privatização ocorreu em 16 de julho de 1998, com a venda de 90% das ações ordinárias em leilão na Bolsa de Valores de São Paulo (Bovespa).
Em abril do ano seguinte, a CESP passou por uma cisão parcial. Foram criadas duas empresas de geração e uma de transmissão de energia elétrica. A empresa de transmissão, chamada de Companhia de Transmissão de Energia Elétrica Paulista, permaneceu sob controle do governo até junho de 2006, quando foi vendida por R$ 1,193 bilhão para o grupo ISA (Interconexión Eléctrica S/A Esp), da Colômbia, com um ágio de 57,89% sobre o preço mínimo de R$ 755,6 milhões. Duas empresas de geração foram privatizadas: a Companhia de Geração de Energia Elétrica Paranapanema, cujo leilão na Bovespa ocorreu em 28 de julho de 1999, e a Companhia de Geração de Energia Elétrica Tietê, privatizada em 27 de outubro de 1999. A CESP continuou com o controle das usinas hidrelétricas.
A CESP também terminou sua participação na Companhia de Gás de São Paulo (Comgás) e vendeu os 61,9 % que tinha do capital social daquela empresa em leilão na Bovespa, em 14 de abril de 1999.
No dia 19 de outubro de 2018, após quatro tentativas frustradas de privatização, o consórcio São Paulo Energia, formado entre as empresas Votorantim Energia e o Canada Pension Plan Investment Board (CPPIB), arrematou o controle acionário do governo paulista na CESP, pelo valor de R$ 1,7 bilhão. Adicionalmente, o consórcio deverá pagar R$ 1,397 bilhão de outorga pela renovação antecipada da concessão da Usina Engenheiro Sérgio Motta (Porto Primavera), por 30 anos, até 2048. O atual contrato de concessão com o governo federal vence em 2028.
Em 28 de março de 2022, a CESP foi incorporada pela VTRM Energia, joint venture da Votorantim Energia e do CPPIB, e a nova empresa resultante da fusão passou a se chamar Auren Energia.

### VASP
No início da década de 1990, a VASP foi privatizada no governo de Orestes Quércia. Em 4 de setembro de 1990, o empresário Wagner Canhedo adquiriu 60% das ações da Vasp, em leilão no qual pagou o lance mínimo, US$ 43,7 milhões (Cr$ 3,3 bilhões, à época). Posteriormente, foram apontadas irregularidades no processo de privatização que levam a abertura de uma CPI pela Câmara dos Deputados.

### Embraer
Em 1994, durante o governo de Itamar Franco, a Embraer foi leiloada. Com a privatização da empresa, a União arrecadou cerca de R$ 154 milhões. Os novos controladores acionários passaram então a ser os fundos de pensão Previ e Sistel (20% cada), a Cia. Bozano, Simonsen (20%), além de um grupo de investidores com participação acionária menor (total de 20%), composto pela Dassault, EADS, Snecma e Thales Group.

### Telebras
Para a privatização dos serviços de telefonia fixa, houve o desmembramento do patrimônio da empresa estatal Telecomunicações Brasileiras S.A. – TELEBRÁS, realizando-se leilões separados para os serviços do Estado de São Paulo, da Região Sul juntamente com a Região Centro-Oeste e das demais regiões do país, que formaram três companhias: Telesp, Tele Centro-Sul e Tele Norte Leste, adjudicados, respectivamente, para a Telefônica de Espanha, consórcio liderado pela Telecom Itália e grupo AG Telecom.
Ao todo, a Telebrás foi dividida em 12 empresas que seriam levadas a leilão: três de telefonia fixa (Telesp, Tele Centro Sul e Tele Norte Leste), oito de telefonia celular (Telesp Celular, Tele Sudeste Celular, Telemig Celular, Tele Celular Sul, Tele Nordeste Celular, Tele Centro Oeste Celular, Tele Leste Celular e Tele Norte Celular) e uma de telefonia de longa distância (Embratel). O que foi levado a leilão correspondia a 20% do valor das empresas, que representava o controle acionário das empresas. Foi a maior privatização ocorrida no Brasil, realizada em 29 de julho de 1998 na Bolsa de Valores do Rio de Janeiro, arrecadando R$ 22,058 bilhões, o que representou um ágio médio de 63,7% sobre os valores mínimos do leilão.
A Telesp foi arrematada pela Telefónica de España por R$ 5,783 bilhões, o que representou um ágio de 64,29% sobre o valor mínimo de R$ 3,52 bilhões. A proposta superou a do outro grupo concorrente, formado pela Telecom Itália, Bradesco e Globo, que ofereceram R$ 3,965 bilhões.
A Tele Centro Sul, depois renomeada para Brasil Telecom, foi arrematada pelo consórcio liderado pelo Banco Opportunity, Telecom Itália e fundos de pensão, pelo valor de R$ 2,07 bilhões, com um ágio de 6,15% sobre o mínimo estipulado em R$ 1,95 bilhões. A Telefónica de España também havia apresentado uma proposta, mas foi desclassificada por já ter arrematado a Telesp.
A Tele Norte Leste, depois renomeada para Telemar, foi arrematada por R$ 3,434 bilhões, com um ágio de apenas 1% sobre o valor mínimo de R$ 3,4 bilhões, o menor ágio entre todas as 12 teles leiloadas. O outro grupo interessado era o liderado pelo Banco Opportunity, mas a proposta foi desconsiderada porque o grupo já havia adquirido a Tele Centro Sul.
Foi problemática a participação do grupo que adquiriu o controle da Tele Norte Leste, chamado de AG Telecom e depois Telemar, formado por capitais nacionais, que não seria o preferido do governo para vencer a licitação, diante da dúvida em sua capacidade de honrar os compromissos financeiros assumidos, o que de certa forma se confirmou, levando a alterações em sua composição acionária.
Nas alterações ocorridas na Telemar, como na aquisição da Itália Telecom pela Brasil Telecom, desponta a atuação do Banco Opportunity e seu controlador, o banqueiro Daniel Dantas. Especulações sobre sua participação nesses episódios, que envolvem espionagem, suborno e tráfico de influência, até hoje ocupam espaço na mídia e resultaram em um sem-número de ações judiciais.
Algumas semanas após a privatização, foram divulgadas conversas telefônicas obtidas por gravações ilegais em telefones do BNDES que indicavam que fora articulado um favorecimento para que o grupo liderado pelo Banco Opportunity adquirisse a Tele Norte Leste. A repercussão do caso levou à queda do Ministro das Comunicações, Luiz Carlos Mendonça de Barros, do presidente do BNDES, André Lara Resende e de diretores do Banco do Brasil (como o diretor da área externa, Ricardo Sérgio de Oliveira) e o presidente da Previ, Jair Bilachi. Em uma das conversas, Mendonça de Barros diz a Bilachi que é importante que a Previ forme um consórcio com o Opportunity e que o ministério ajudará no que for preciso, ao passo que Bilachi diz que vai tratar do assunto com Ricardo Sérgio. O próprio ministro pede a Ricardo Sérgio que o Banco do Brasil dê uma carta de fiança ao Opportunity.
Foi também privatizada a Empresa Brasileira de Telecomunicações – Embratel, responsável pelas ligações telefônicas de longa distância e pelos serviços de teleconferência., adquirida pela empresa norte-americana MCI Communications, que depois se envolveria em um rumoroso caso de administração fraudulenta nos Estados Unidos. Atualmente, é controlada pela mexicana TELMEX. A MCI arrematou a empresa por R$ 2,65 bilhões, o que representou um ágio de 47,22% sobre o valor mínimo estipulado em R$ 1,8 bilhões. Nas conversas ilegalmente gravadas, consta que o ministro Mendonça de Barros estimulou a entrada da MCI no leilão e ainda congratulou-os antecipadamente pela vitória.
Na telefonia móvel, foram leiloadas: a Telesp Celular foi arrematada pela Portugal Telecom por R$ 3,59 bilhões, a Telefónica adquiriu o controle da Tele Sudeste Celular (RJ/ES) por R$ 1,168 bilhão e da Tele Leste Celular (BA/SE) por R$ 368 milhões, a Telemig Celular e a Tele Norte Celular (AM, AP, PA, MA, RR) foram adquiridos pelo consórcio Telepart, formados pela canadense Telesystem International Wireless (48%), Banco Opportunity (21%) e fundos de pensão por R$ 756 milhões (ágio de 228,7%) e R$ 188 milhões (ágio: 108,8%), respectivamente, a Tele Celular Sul (PR, SC) e a Tele Nordeste Celular (PI, CE, RN, PB, PE, AL) foram arrematados pela UGB Participações (consórcio Globo e Bradesco, com 50% cada) e pela Bitel (Telecom Italia, com 50%) por R$ 700 milhões, com ágio de 240%, e por R$ 660 milhões, com ágio de 193,33%, respectivamente e a Tele Centro Oeste Celular (AC, RO, MT, GO, MS, DF, TO) foi comprada pela Splice do Brasil por R$ 440 milhões, com ágio de 91,3%.
Entre janeiro e agosto de 1999, foram realizados os leilões das empresas-espelho, no intuito de fomentar a concorrência do setor de telefonia, vencidos pelo consórcio que deu origem à Vésper por R$ 60 milhões na Região I e R$ 70 milhões na Região III; GVT, por R$ 100 mil na Região II; e Intelig, por R$ 55 milhões, empresa-espelho da Embratel.

### Companhia Vale do Rio Doce
A primeira grande empresa estatal a ser privatizada no governo FHC foi a Companhia Vale do Rio Doce, então a maior exportadora de minério de ferro do mundo e, atualmente, uma das maiores mineradoras mundiais, permanecendo líder na exportação de minério de ferro.
Curiosamente, a Vale não constava da relação anexa à Lei n.º 9.491, na sua redação original, mas sua privatização teve preferência sobre as demais devido a pressão dos concorrentes internacionais da empresa, interessados em sua aquisição.
Na elaboração do modelo de privatização teve participação importante a economista Elena Landau, então diretora de desestatização do BNDES, a quem se acusava de tomar decisões contrárias aos interesses nacionais. Já era casada com Pérsio Arida, sócio de Daniel Dantas no Banco Opportunity, que foi um dos bancos que mais comprou empresas privatizadas no Brasil. Em 6 de março de 1997 o valor patrimonial da empresa foi calculado em 10,36 bilhões de reais. Valor usado como base para o leilão posterior como preço mínimo a ser pago.
Conseguiram se qualificar para a participação da privatização Vale do Rio Doce, realizado em 6 de maio de 1997, o consórcio Brasil e o consórcio Valecom, liderados respectivamente pelos empresários Benjamin Steinbruch e Antônio Ermírio de Morais. O Consórcio Brasil foi o vencendor e assumiu controle da Vale do Rio Doce em associação com dois fundos de pensão (Litel e Litela, administrados pela Previ), o Banco Opportunity e o Nations Bank.
A venda do controle acionário da Vale foi concretizada em 6 de maio de 1997, num leilão que ofereceu 27% do capital total da empresa, antes pertencente à União, que representavam 41,73% das ações ordinárias (com direito a voto) da empresa. Leilão vencido pelo consórcio Brasil, liderado pela Companhia Siderúrgica Nacional, de Benjamin Steinbruch, que adquiriu o controle acionário da Vale por US$ 3.338.178.240 ou cerca de 3,3 bilhões de dólares, na ocasião, representando um ágio de 19,99% de valorização em torno do preço referencial. Esse caso, porém, é relembrado até hoje pelo baixo valor ao qual foi vendida, sendo diversas vezes questionado a veracidade do valor atribuído.
A empresa, já sob controle privado, beneficiou-se do grande aumento no preço mundial do minério de ferro, o principal produto vendido pela Vale - que subiu 123,5% desde o inícios de 2005 até o final de 2006 - o que lhe permitiu crescer e se desenvolver de forma acelerada. E em outubro de 2006, com os lucros obtidos no Brasil, comprou a mineradora canadense Inco, que incorporou como sua subsidiária integral, em janeiro de 2007, tornando-se a segunda maior mineradora do mundo.

### Companhia Siderúrgica Nacional
A Companhia Siderúrgica Nacional (CSN), privatizada em 1993 no Governo Itamar Franco, investiu cerca de R$ 256 milhões anuais no período 1993-97, contra R$ 65 milhões em média por ano para o período anterior à privatização (1985-92). A empresa tinha um prejuízo médio anual de R$ 1,0 bilhão em 1985-92, a passou a ter um lucro anual médio de R$232 milhões. Pagava cerca de R$128 milhões anuais de impostos antes da privatização, passando a R$ 208 milhões anuais depois de privatizada. A CSN foi vendida por cerca de R$ 1,2 bilhão, provocando também cancelamento de dívidas nesse mesmo valor. O valor da venda corresponde a um pouco mais de 2% das receitas totais da privatização, de modo que se imaginarmos que o restante das empresas privatizadas experimenta o mesmo tipo de reviravolta em seus resultados, os efeitos fiscais da privatização terão de ser muito significativos para as contas públicas nos próximos anos e em todas essas dimensões.

### Eletrobrás
Em maio de 2021, a Câmara dos Deputados aprovou uma Medida Provisória, enviada pelo Governo Bolsonaro, que prevê a privatização da Eletrobras. O processo se daria por meio do aumento do capital social da empresa através da emissão de novas ações ordinárias a serem vendidas na Bolsa de Valores B3, o que na prática diminuiria a participação acionária do governo e do BNDES a cerca de 45%. A MP foi aprovada no Plenário do Senado, no dia 17 de junho de 2021, com a apresentação de três pareceres diferentes pelo relator, senador Marcos Rogério (DEM-RO). A disputa se refletiu no resultado final da votação: a MP recebeu 42 votos favoráveis e 37 contrários.
Cada acionista, individualmente, não poderia deter mais de 10% do capital votante da empresa. A União manteria uma ação de classe especial (golden share) que lhe garante poder de veto em decisões da assembleia de acionistas sobre a mudança de regra da limitação dos 10% no estatuto da empresa.
A privatização deve movimentar R$ 67 bilhões ao longo dos próximos anos. A Eletrobras deverá pagar R$ 25,3 bilhões ao caixa da União pelo bônus de outorga para renovação dos contratos das 22 usinas hidrelétricas da empresa logo após a capitalização. A companhia e suas subsidiárias também devem pagar R$ 32 bilhões à Conta de Desenvolvimento Energético (CDE) ao longo de 25 anos (sendo R$ 5 bilhões no primeiro ano), como forma de mitigar o impacto do aumento de tarifa na conta de energia das pessoas mais pobres depois da mudança do regime de cotas. Também deverão ser feitos R$ 9,7 bilhões em investimento em bacias hidrográficas, em um período de 10 anos.
Em setembro de 2021, foi criada a ENBPar, com o objetivo de assumir as atividades da Eletrobras que não podem ser privatizadas, como as empresas Itaipu Binacional e Eletronuclear (Usinas Angra 1, 2 e 3) e a gestão de políticas públicas, nos termos da lei 14.182/2021.
Em 14 de junho de 2022, foram vendidas 802,1 milhões de ações, com um preço base de R$ 42, em uma operação que movimentou R$ 33,7 bilhões. Com isso, a participação da União no capital votante da estatal foi reduzida de 68,6% para 40,3%. A oferta primária (venda de novas ações) totalizou R$ 30,76 bilhões; enquanto a secundária (venda de ações já existentes), que pertenciam ao BNDES, totalizou R$ 2,938 bilhões.
Entre os principais acionistas estão o GIC, fundo soberano de Singapura, o veículo de investimentos de fundo de pensão canadense CPPIB e a gestora brasileira 3G Radar, ligada ao 3G Capital.
Empregados e aposentados da própria Eletrobras e de suas subsidiárias tiveram prioridade para adquirir até 10% do total das ações ofertadas. Também foi autorizado que trabalhadores pudessem comprar ações da empresa utilizando até 50% do saldo do Fundo de Garantia do Tempo de Serviço (FGTS).

### Outros setores da economia

#### Bancos
Os bancos estaduais, tornados altamente ilíquidos pelo uso político que deles faziam os governadores, e que eram considerados "uma ferida aberta", segundo o ex-Presidente do Banco Central, Gustavo Franco, por estarem continuamente fazendo uso do "redesconto" no Banco Central (uma espécie de "cheque especial" para bancos), foram inicialmente "federalizados", isto é transferidos para a esfera federal e "saneados" por administradores nomeados pelo Ministro da Fazenda. (Para fazer esse "saneamento" o Governo Federal a partir de 1996 instituiu o PROES e trocou os títulos que lastreavam as carteiras dos bancos estaduais, muitos de difícil recebimento, por títulos do Tesouro Nacional, que valem como dinheiro, assumindo o assim Tesouro Nacional todos os riscos). A quase totalidade desses bancos foi adquirida pelos bancos privados Bradesco e Itaú, depois de terem sido "saneados" com os recursos do Tesouro Nacional.
Dentre os bancos estaduais existentes em 1996, dez foram extintos, seis privatizados pelos governos estaduais, sete federalizados para posterior privatização, cinco reestruturados com recursos do Proes e somente três não participaram da reestruturação.
Foram federalizadosː o Banco do Estado do Amazonas (BEA), Banco do Estado do Ceará (BEC), Banco do Estado de Goiás (BEG), Banco do Estado do Maranhão (BEM), Banco do Estado do Piauí (BEP) e Banco do Estado de Santa Catarina (BESC) e o Banespa.
O Banco do Estado de São Paulo – Banespa, que era o principal banco de fomento de São Paulo - que fora "federalizado" sob protestos do próprio governador Mário Covas foi vendido, pelo governo FHC, ao Banco Santander, de capital espanhol. Mário Covas conseguiu, entretanto, vetar a privatização da Nossa Caixa, conseguindo que o governo federal concordasse que ela fosse "saneada" com recursos do PROES.
Hoje, apenas os estados de Rio Grande do Sul, do Espírito Santo, Sergipe e Pará, além do Distrito Federal, mantém bancos sob seu controle acionário.

#### Energia
Foi aprovada a Emenda Constitucional n° 6/1995, durante o governo de Fernando Henrique Cardoso, permitindo que emprestas de capital estrangeiro, mas que foram constituídas sob as leis brasileiras e cuja sede e administração se situem no Brasil, pudessem obter autorização ou concessão da União para a exploração de recursos minerais e os potenciais de energia hidráulica no Brasil.
Em 11 de julho de 1995, a Escelsa (Espírito Santo Centrais Elétricas S.A.) foi a primeira empresa a ser privatizada no governo Fernando Henrique Cardoso, tendo seu controle acionário transferido para o setor privado por R$ 357,92 milhões. O vencedor do leilão foi o consórcio Parcel, formado pelas empresas Iven S.A. e GTD Participações.
A Light foi privatizada pelo programa federal de desestatização através de leilão na Bolsa de Valores do Rio de Janeiro, em 21 de maio de 1996, sem ágio, por US$ 2,26 bilhões, onde os compradores da empresa foram as empresas/consórcios.
Em dezembro de 1997, todo o parque gerador da Eletrosul passou a pertencer a outra empresa, a Centrais Geradoras do Sul do Brasil (Gerasul). Com isso, a Eletrosul transformou-se numa empresa de transmissão, alterando sua denominação para Empresa Transmissora de Energia do Sul do Brasil. A Gerasul foi vendida ao grupo franco-belga Tractebel em 15 de setembro de 1998 na Bolsa de Valores do Rio de Janeiro por 947 milhões de reais.
Entre 1997 e 1999, o governo federalizou as distribuidoras de Alagoas (Ceal), Piauí (Cepisa), Acre (Eletroacre), Rondônia (Ceron) e do interior do Amazonas (Ceam). No entanto, a privatização dessas empresas só viria a ocorrer em 2018.
A Eletrobras celebrou acordos para a gestão compartilhada das empresas pertencentes aos governos do Mato Grosso do Sul (Enersul), Mato Grosso (Cemat), Paraíba (Saelpa), Rio Grande do Norte (Cosern), Maranhão (Cemar) e Pará (Celpa). As empresas foram privatizadas entre 1997 e 2000.
Distribuidoras controladas pelos governos estaduais foram privatizadas, como os casos deː CERJ (1996), Energipe (1997), Coelba (1997), Coelce (1998), Celpe (2000), Celg D (2017), CEB D (2020) e CEEE D (2021).
Empresas de geração e transmissão estaduais também foram privatizadas, como aː CEEE-T (2021), Celg T (2021), CEEE-G (2022), Copel (2023) e EMAE (2024).
Com a aprovação da lei 10.848, de 2004, foram introduzidos leilões de energia nova, o que permitiu a expansão do parque de geração e transmissão a partir de investimentos privados, e que passaram a ocupar a maior parte da capacidade instalada do país.

#### Petróleo e gás
O monopólio estatal do petróleo foi instituído no Brasil em 1953 pela Lei nº 2004, que estabeleceu o monopólio da União na exploração, produção, refino e transporte do petróleo no Brasil, e criou a Petrobras para exercê-los.
A Lei nº 9.478/1997 extinguiu o monopólio estatal do petróleo nas atividades relacionadas à exploração, produção, refino e transporte do petróleo no Brasil, e passou a permitir que, além da Petrobrás, outras empresas constituídas sob as leis brasileiras e com sede no Brasil passem a atuar em todos os elos da cadeia do petróleo, ou seja, do poço ao posto (em inglês, from well to wheel), em regime de concessão ou mediante autorização do  concedente - a União.
A descoberta das reservas do pré-sal no campo de Tupi em 2007 causaram grandes debates em todo o país. A partir da sua descoberta, alguns membros do governo passaram a defender novos modelos de regulação para preservar uma parte maior desta riqueza para o país, envolvendo mudanças na atual Lei do Petróleo (lei nº 9.478 de 1997).
Um dos projetos de lei aprovados estabeleceu o regime de partilha na exploração do pré-sal e criava um fundo social. O segundo criou a PPSA para gerir os excedentes de óleo do regime de partilha. A terceira lei foi a 12.276/10, que criava o regime da cessão onerosa e por meio da qual a União cedia à Petrobras os direitos de exploração em determinadas áreas não concedidas do pré-sal no limite de cinco bilhões de barris de petróleo (a lei foi posteriormente alterada pela Lei 13.365/2016).
Com o início da exploração no pré-sal, foi descoberto que as reservas de alguns blocos tinham um volume até três vezes maior do que os 5 bilhões de barris de óleo equivalente que foram previstos inicialmente pela Lei nº 12.276/2010. Em 2013, iniciou-se o debate a respeito da revisão do contrato de cessão onerosa entre Petrobras e a União. A reserva extra foi denominada de volumes excedentes da cessão onerosa.
Após longo debate, foi realizado, em novembro de 2019, o primeiro leilão dos excedentes da cessão onerosa, pelo qual o campo de Búzios foi arrematado pela Petrobras em consórcio com as chinesas CNODC Brasil (5%) e CNOOC Petroleum Brasil (5%)  por R$ 68,1 bilhões em bônus de assinatura e 23,24% de óleo para o governo. Itapu foi arrematado pela Petrobras por R$ 1,7 bilhão em bônus de assinatura e 18,15% de óleo para o governo. Os blocos de Sépia e de Atapu não tiveram interessados.
Em dezembro de 2021, ocorreu novo leilão. O campo de Sépia foi arrematado pela Petrobras (30%) em consórcio com a TotalEnergies EP (28%), Petronas (21%) e QP Brasil (21%) por R$ 7,1 bilhões em bônus de assinatura e 37,43% de óleo para o governo. A Petrobras não participou do consórcio inicial, tendo exercido direito de preferência, ficando com 30% do campo. Atapu foi arrematado pela Petrobras (52%) em consórcio com a Shell Brasil (25%) e TotalEnergies EP (22,5%) por R$ 4 bilhões em bônus de assinatura e 31,68% de óleo para o governo.
De 2015 a 2022, a Petrobras realizou a venda de ativos num total de cerca de R$ 243,7 bilhões em bens da companhia. Entre esses negócios, estão as vendas da da Petrobras Argentina (2016), dos gasodutos do Sudeste da Nova Transportadora do Sudeste (NTS) (2017), da malha de gasodutos do Norte e Nordeste da Transportadora Associada de Gás (TAG) (2019), da Liquigás (2020), da BR Distribuidora (2021), da Refinaria Landulpho Alves (RLAM) (2021), da Gaspetro (2022), da Refinaria Isaac Sabbá (Reman) (2022), da Refinaria Clara Camarão (RPCC) e do Polo Potiguar (2022), da Unidade de Industrialização do Xisto (SIX) (2022), dentre outras participações acionárias. 
Segundo a companhia, o plano foi adotado para gerar recursos para pagamento de dívidas e reforçar investimentos na exploração de petróleo no pré-sal, embora houvesse críticas sobre a forma como essa venda afetaria as políticas de energia e de petroquímica no país.
Em maio de 2019, o Conselho Administrativo de Defesa Econômica (Cade) e a Petrobras celebram um Termo de Compromisso prevendo obrigatoriedade de alienação de 8 de suas 13 refinarias para incentivar a entrada de novos agentes econômicos no mercado e fomentar a competitividade, tendo sido vendidas 3 (RLAM, Reman e SIX). No mesmo ano, um outro TCC foi assinado, pelo qual a estatal se comprometia a vender ativos ligado ao mercado de gás natural, o qual resultou na venda da TAG e da Gaspetro.
No entanto, em 2024, o Cade revisou o acordo, desobrigando a venda, após a Petrobras sustentar que os cronogramas foram impactados pela pandemia de covid-19, que enfrentou dificuldades para encontrar potenciais compradores que atendessem aos critérios estabelecidos no TCC, que houve recebimento de propostas em patamares abaixo da avaliação econômico-financeira realizada nos ativos, e que não havia indícios de ganhos competitivos, pois não houve redução de preços praticados ao consumidor final pelas refinarias vendidas. Com relação ao segundo TCC, o Cade desobrigou a venda da Transportadora Brasileira Gasoduto Bolívia-Brasil (TBG). 

#### Petroquímico e químico
A Petroquisa foi criada em 1967, como a primeira subsidiária da Petrobras, tendo sido instituída com o objetivo de articular o setor estatal e privado na implementação da indústria petroquímica brasileira. Foi como concebida para viabilizar o apoio financeiro no desenvolvimento do setor petroquímico e depois passou a ser a holding que administraria as participações acionárias da Petrobras no setor petroquímico. Foi essencial na implantação da Petroquímica União, da Copene no Polo Industrial de Camaçari nos anos 1970 e da Copesul no Polo Petroquímico do Sul, no Rio Grande do Sul, em 1982. A Petroquisa chegou a ser acionista de trinta e seis empresas, que representavam mais de 70% da produção brasileira de petroquímicos até o início da década de 90.
Entre 1992 a 1996, foi promovida uma forte desestatização do setor químico e petroquímico, tendo sido vendidas as participações em vinte e sete empresas. Foram vendidasː PQU, Petroflex, Copesul, Álcalis (controladas pelo governo); Nitriflex, Polisul, PPH, CBE, Poliolefinas, Deten, Oxiteno, Copene, Salgema, CPC, Polipropileno, Pronor, Politeno, Nitrocarbono, Coperbo, Ciquine, Polialden, Acrinor, Koppol, CQR, CBP, Polibrasil, EDN (nas quais o governo era acionista minoritário). A venda dessas empresas representou US$ 2,68 bilhões. A Petroquisa foi incorporada à Petrobras em 2012.
Entre 1992 e 1994, ocorreu a privatização do setor estatal de produção de fertilizantes, então sob comando da holding Petrofertil, ocorrendo cinco leilões de venda de dois tipos distintos: venda de participações minoritárias (Indag e Arafertil) e venda de controle acionário (Fosfertil, Goiasfertil e Ultrafertil).

#### Siderurgia
A privatizações no setor siderúrgico tiveram início em 1988 com Plano de Saneamento do Sistema Siderbrás, quando ocorreram as seguintes privatizações: Cosim (09/1988), Cimetal (11/1989), Cofavi (07/1989) e da Usiba (outubro de 1989). As usinas eram basicamente produtores de aços longos e foram adquiridas pelos grupos Gerdau e Villares. Uma segunda etapa ocorreu no período entre 1991/1993, com a privatização de todas as siderúrgicas restantes durante o Programa Nacional de Desestatização (PND).
Foram vendidas as empresasː Usiminas (10/1991), Cosinor (11/1991), Piratini (02/1992), Companhia Siderúrgica de Tubarão (07/1992), Acesita (10/1992), Companhia Siderúrgica Nacional (04/1993), Cosipa (08/1993) e Açominas (09/1993).

#### Transportes
Entre 1996 e 1999, foi realizada a completa liquidação das empresas ferroviárias de longa distância do Brasil, e a malha ferroviária em quase sua totalidade foi concedida para operadores privados. A privatização da Rede Ferroviária Federal (RFFSA) alcançou seu objetivo de acabar com o déficit que o governo tinha no transporte ferroviário e o transformar num superávit, já que os operadores privados passaram a pagar expressivas somas pela concessão. Outro benefício foi o aumento na segurança e volume do transporte de cargas ferroviário. Por outro lado, o modelo proposto de privatização pelo governo Fernando Henrique Cardoso não previu a reativação dos trechos de transporte de passageiros, que praticamente exterminou os trens de longa distância no Brasil, sobrando apenas as linhas Vitória-Belo Horizonte e Carajás-São Luís. A justificativa para tal é que não existem exemplos de transporte ferroviário de passageiros que sejam realmente lucrativos, afastando interessados nessa concessão. Isso foi um efeito nefasto da privatização das ferrovias, que não foi mitigado como poderia ter sido pela contratação de serviços de passageiros e que contribuiu para aumentar o rodoviarismo e aumentar as mortes nas estradas brasileiras.
Em 2007, houve também a concessão por 30 anos de 720 quilômetros da Ferrovia Norte-Sul para a Vale do Rio Doce pelo valor de R$1,4 bilhão. Em 2019, a Rumo Logística arrematou o trecho central 1.537 km da ferrovia pelo valor de 2,719 bilhões reais.
Em 1990, a Portobrás, holding que administrava as Companhias Docas e fiscalizava o setor portuário, foi extinta. Em março de 2022, ocorreu o leilão de privatização da Companhia Docas do Espírito Santo na Bolsa de Valores de São Paulo, vendida por R$ 106 milhões.
Em 1993, o Ministério dos Transportes criou o Programa de Concessão de Rodovias Federais (Procofe), marcando o início de uma nova política federal para o setor. Entre 1990 e 2015, foram concedidos 21 trechos, com 9.969 km, de rodovias federais, como trechos da BR-381, BR-393, BR-101, BR-153, BR-116, dentre outros.
Com realização da Copa do Mundo de 2014, foram realizadas sete rodadas de concessões de aeroportos à iniciativa privada entre 2011 e 2022, com a transferência de 59 aeroportos federais controlados pela Infraero para o setor privado, o equivalente a 90,4% do total de passageiros domésticos transportados no Brasil.
Em janeiro de 2025, o presidente Lula e a Agência Nacional de Transportes Terrestres (ANTT)  assinaram a privatização da Rodovia 381. O grande trecho ficará nas mãos de empresas privadas por 30 anos.

#### Saneamento
No Brasil, a concessão dos serviços de água e esgotos é municipal. O setor é em grande parte servido por sociedades de economia mista estaduais que detém contratos de concessão com as prefeituras, ou diretamente pelos municípios. Com o Novo Marco do Saneamento (Lei n° 14.026/2020), é esperada uma ampliação das privatizações no setor.
Algumas cidades concederam seus serviços ao setor privado. Alguns estados se associaram aos municípios e promoveram a privatização em âmbito estadual ou regional, como Tocantins (1998), Amapá (2021), Alagoas (2021), Rio de Janeiro (2021), Rio Grande do Sul (2022), Sergipe (2024) e Piauí (2024).No Mato Grosso do Sul (2020), no Ceará (2023) e no Paraná (2024), foi adotado o modelo de Parceria Público-Privada.No Mato Grosso, as concessões foram devolvidas ao municípios em 1997 e a Sanemat entrou em processo de extinção.
Em 2024, a Sabesp foi privatizada por R$ 14,8 bilhões. No modelo de privatização adotado, chamado de sequencial, foi estabelecida a figura do acionista de referência, que deterá 15% da companhia e precisará atrair um interesse mínimo dos outros investidores para vencer a disputa. A seleção ocorreu em duas etapas. Na primeira etapa, deveriam escolhidos os dois acionistas de referência que oferecessem o maior preço. Na segunda, deveriam ser formados dois bookbuildings, junto aos outros interessados em investir na empresa como minoritários, sendo declarado vencedor o sócio de referência que formar o bookbuilding mais vantajoso. No entanto, a Equatorial Energia foi a única finalista da oferta pública de ações da Sabesp, tendo  oferecido R$ 6,9 bilhões por 15% de participação, tornando-se o acionista de referência da companhia. Em 22 de julho de 2024, foi concluída a liquidação do follow on na Bolsa de Valores de São Paulo levantando R$ 7,9 bilhões.

#### Telecomunicações
As licitações das concessões para a Banda B de telefonia celular em 1997 renderam um total de US$ 7,613 bilhões, tendo como vencedores BCP (RM de São Paulo), TESS (interior de SP), ATL Algar (RJ e ES), Maxitel (MG; BA e SE), Global Telecom (PR e SC), Telet (RS), Americel (GO, TO, MS, MT, RO, AC e DF), NBT (AM, AP, MA, PA e RR) e BSE (AL, CE, PB, PE, PI, RN).
Em 2000, foi feita a licitação das Bandas D e E, vencida pela Oi por R$ 1,1 bilhão e TIM por R$ 2,5 bilhão. Em 2002, foi feito o leilão de sobras, tendo sido arrecadados R$ 920 milhões, vencido pela Telecom Américas, Vésper e Brasil Telecom. Em 2004, em leilão de sobras da Banda E, a Claro e a Telemig adquiram lotes em Minas Gerais por R$ 51,2 milhões e  R$ 9,7 milhões, respectivamente.
Em 2007, ocorreu leilão das Bandas D, E, L e M, no qual a Claro obteve 26 lotes, seguida por Oi (23), TIM (14), Vivo (13) e Options (1), arrecadando no total R$ 570 milhões. No mesmo ano, também ocorreu o leilão de frequências de 3G, no qual foram arrecadados R$ 5,3 bilhões, vencido por Vivo, Telemig, Claro, TIM, Oi, Brasil Telecom e Algar.
Em 2010, foram leiloados 60 lotes da Banda H e sobras de frequências por R$ 2,7 bilhões, vencidos por Nextel, Vivo, Claro, TIM, Algar e Oi. No ano seguinte, foi realizado leilão de sobras, arrecadando R$ 230 milhões, com vencido por Claro, Tim, Oi e Sercomtel.
Em 2012, a Anatel promoveu o leilão da frequência 4G (2500 MHz), com arrecadação de 2,93 bilhões, arrematado por Vivo, Claro, TIM, Oi, Sky e Sunrise. Em 2014, o leilão de frequências de 700 MHz para 4G arrecadou 5,8 bilhões e foi vencido por Claro, TIM, Vivo e Algar. Em 2015, em leilão de sobras, foram arrecadados R$ 852,6 milhões, tendo como vencedores Nextel, Vivo, Claro, TIM, TPA, Ligue, Sercomtel e Clivo.
No dia 24 de Setembro de 2021, a Anatel divulgou a aprovação do edital para o leilão da tecnologia 5G, ficando marcado para o dia 4 de novembro. Com isso a entidade estipulou que até julho de 2022, todas as capitais e o distrito federal, já receberiam o sinal, inicialmente. Também foi divulgado que o leilão não teria fins arrecadatórios, e os valores resultantes da operação, seriam reinvestidos em obras de modernização da infraestrutura no setor das telecomunicações.
No dia 4 de novembro, com o resultado do leilão, a faixa de frequência 3,5 GHz, a Claro ficou com o lote B1 ao oferecer R$ 338 milhões, a Vivo com o lote B2 ao oferecer R$ 420 milhões, a TIM Brasil com o lote B3, que vai pagar R$ 351 milhões. O edital previa um quarto lote, mas não houve lances. A faixa de 700 MHz foi adquirida pela empresa Winity II Telecom, que deu um lance de R$ 1,427 bilhão, valor 805% superior ao mínimo exigido. Para a faixa de 3,5 GHz, de lotes regionais, as vencedoras foram: Brisanet (Nordeste e Centro-Oeste); Sercomtel (Norte e Estado de São Paulo); Consórcio 5G Sul (Unifique-Copel) (região Sul); Cloud2U, que vai atuar nos estados do Rio de Janeiro, Espírito Santo e Minas Gerais; Algar Telecom, com atuação prevista para algumas localidades em Minas Gerais, Mato Grosso do Sul, Goiás e São Paulo; Neko Serviços, em São Paulo. O direito de exploração das faixas será de até 20 anos. Foram arrecadados R$ 46,8 bilhões com o leilão, dos quais R$ 39,4 bilhões são para investimentos obrigatórios em infraestrutura e R$ 7,4 bilhões para o Tesouro Nacional em outorgas.

## Agências reguladoras
Para regulamentar e fiscalizar os serviços públicos prestados pelas empresas privatizadas, que passaram a deter "monopólio naturais", foram criadas, na estrutura do Governo Federal, agências reguladoras - as famosas ANA's - cujos dirigentes têm mandato por período certo de tempo, supostamente como uma forma de evitar ingerências de caráter político. Mas a eficácia das ações regulamentadoras e fiscalizadoras das ANA's tem sido muito criticadas. No início de 2008 o próprio ouvidor da Anatel, que foi criada pela Lei 9.472, de 16 de julho de 1997, durante o governo FHC, escreveu, no relatório que entregou ao Presidente da República: "a Anatel entrou em uma crise existencial" , pois ela falha em defender os usuários, como por exemplo, a falta de concorrência e competitividade (...)". Já a Anac, criada pelo Congresso Nacional através da lei federal n.º 11.182 de 27 de setembro de 2005 e instalada, durante o governo Lula, através do decreto federal 5.731 de 20 de março de 2006, foi mencionada como responsável pelo caos aéreo que se implantou no Brasil em 2007; o Conselho Federal da Ordem dos Advogados do Brasil (OAB) propôs uma ação civil pública contra a Agência Nacional de Aviação Civil (Anac) alegando que os dirigentes da Anac não teriam cumprido a função para a qual foram nomeados, de fiscalização do setor aéreo, e exigindo sua demissão

## Resultados e controvérsias
O Brasil realizou um enorme e polêmico programa de privatizações durante o governo FHC, que apesar de gerar 78,61 bilhões de dólares de receita para o Estado, não impediu o país de continuar se endividando - a dívida pública do Brasil, que era de 60 bilhões de dólares em julho de 1994, saltou para 245 bilhões em novembro de 1998. Os defensores alegam que, sem as privatizações, a dívida estaria encarecida em mais 100 bilhões de reais, só contabilizando o setor de telefonia.
O sistema de empresas de economia mista que administrava a telefonia no Brasil, por intermédio da Telebrás, não atendia a população de maneira adequada. Com a privatização de apenas 19% do total das ações da Telebrás (que formavam seu controle acionário), o governo federal arrecadou 22 bilhões de reais, e o sistema recebeu ainda investimentos da ordem de 135 bilhões de reais dos compradores privados, tornando a telefonia fixa um serviço universalmente acessível nas cidades, embora ainda permaneça deficiente nas áreas rurais, onde sua operação é menos lucrativa.
O número total de telefones fixos no Brasil passou de 16,6 milhões em 1998 para 35 milhões em 2006. Já os telefones celulares deram um enorme salto: passaram de 7,4 milhões para 95 milhões. No caso dos celulares a comparação entre os dois números é mais complexa: deve-se lembrar que, além do "fator privatização", contribuiu para o grande aumento no número de celulares em operação o extraordinário progresso tecnológico dessa modalidade que nascia, permitindo que os preços internacionais desses aparelhos portáteis se reduzissem acelerada e continuamente desde 1998, o que permitiu que se tornassem acessíveis às classes de renda mais baixas; esse foi um fenômeno mundial.
O jornalista Ethevaldo Siqueira do jornal O Estado de S. Paulo argumenta que houve um salto nos investimentos das empresas de telefonia privatizadas, com mais de R$ 148 bilhões investidos, três vezes mais que a Telebrás estatal costumava investir, gerando ganhos em forma de arrecadação de impostos para o governo na ordem de R$ 100 bilhões somente com a rede de telefonia até o ano de 2006. Os leilões de licença de frequências de banda para empresas de telefonia móvel geraram R$ 8 bilhões livres para o governo.
María Olivia Monckeberg, acadêmica da Pontifícia Universidade Católica do Chile, argumenta que, além do aumento da dívida, houve uma diminuição  do patrimônio líquido do Estado (a dívida aumentou e já não se tem mais as propriedades), além de não ter havido nenhum aporte de novos recursos financeiros, uma vez que  os "investidores" nas estatais as adquiriram utilizando, em grande parte (quando não em 100%, como no caso da Eletropaulo), recursos obtidos a juros subsidiados do próprio governo, que vendia suas empresas concedendo financiamentos do BNDES e dos fundos de pensão.
O conturbado e questionado processo de privatização brasileiro é frequentemente referido por seus críticos como "privataria". Mas os problemas que afetaram o Brasil atingiram, em maior ou menor grau, todos os países que embarcaram, sem maiores questionamentos, nas recomendações que então fazia o FMI pós-Consenso de Washington. Nesse sentido, Stiglitz chegou a chamar certos processos de privatização de "briberizations" ("propinizações").
Trata-se, portanto, de assunto polêmico, que encontra defensores e críticos em várias correntes do pensamento econômico. É uma das grandes discussões do mundo atual, principalmente em países subdesenvolvidos que, devido a problemas estruturais severos em suas economias, precisaram de ajuda do FMI, que condicionou a ajuda programas de privatização, cujos efeitos, hoje, alguns economistas, - como o Prêmio Nobel Stiglitz - consideram que foram mais prejudiciais do que vantajosos.
Depois de 2004 mesmo aqueles que, originalmente, mais defendiam o "rationale" das privatizações (como Ricardo da Costa Nunes), já não mantêm mais o mesmo entusiasmo dogmático que esteve em voga no início da década de 1990 e começam, também, a ter suas dúvidas quanto aos resultados das privatizações:
Os resultados obtidos pelo programa até o presente momento, contudo, não nos permitem afirmar que os objetivos estejam sendo atingidos. Para Werneck (1989, p.321) não se deve esperar muito da privatização: "Pode-se defender o programa de privatização de várias formas. O que não se pode é vê-lo como uma alternativa indolor a um efetivo ajuste fiscal."'
Este também parece ser o argumento de Giambiagi e Pinheiro (1992: 282): "a privatização não é necessária ou suficiente para atingir todos os objetivos propostos pelo governo". Assim, se a privatização não for conjugada a outras medidas de austeridade fiscal, a persistência de elevada taxa de juros e os sucessivos déficits públicos podem fazer retornar a dívida abatida ao patamar atual.

## Opinião pública
Entre os dias 24 e 31 de outubro de 2007, o instituto Ipsos, sob encomenda do jornal O Estado de S. Paulo, realizou uma pesquisa sobre privatização com mil eleitores brasileiros em setenta cidades e nove regiões metropolitanas. Essa pesquisa, cuja margem de erro é de 3 pontos porcentuais, apontou que 62% dos entrevistados é contra a privatização de serviços públicos, feita por quaisquer governos. Apenas 25% dos eleitores brasileiros aprovam o método.
De acordo com o jornal, "a percepção dos brasileiros é que as privatizações pioraram os serviços prestados à população nos setores de telefonia, estradas, energia elétrica e água e esgoto. As mais altas taxas de rejeição (73%) estão no segmento de nível superior e nas classes A e B".
Segundo a pesquisa a rejeição à privatização não tem razão partidária ou ideológica: ela atinge por igual as privatizações feitas no governo FHC, no governo Lula ou em diversos governos estaduais e municipais. Enquanto 55% acharam que o governo FHC fez mal em privatizar a telefonia, apenas 33% disseram que fez bem. Em nenhuma região a maioria da população aprova a privatização. O Nordeste registra a maior taxa de rejeição (73%), enquanto o Norte e o Centro-Oeste registram a menor (51%).
A maioria absoluta da população condena uma hipotética privatização do Banco do Brasil (77%), da Caixa Econômica Federal (78%) ou da Petrobrás (78%). Em contraste, uma pesquisa realizada pelo instituto IBOPE em dezembro de 1994, evidenciava que 57% dos entrevistados eram a favor da privatização total ou parcial dos bancos públicos naquela época.
Outra pesquisa, realizada entre os dias 20 e 23 de julho de 2016, sugere que a opinião dos brasileiros não mudou: 61% deles reportaram ao Paraná Pesquisas que são contrários a “privatizar algumas empresas e ativos estatais.” Mais especificamente, 68% seriam contrários a uma privatização da Caixa e do Banco do Brasil; 64%, da Petrobras; e 62%, dos Correios.